# Неопознанные (Познань)

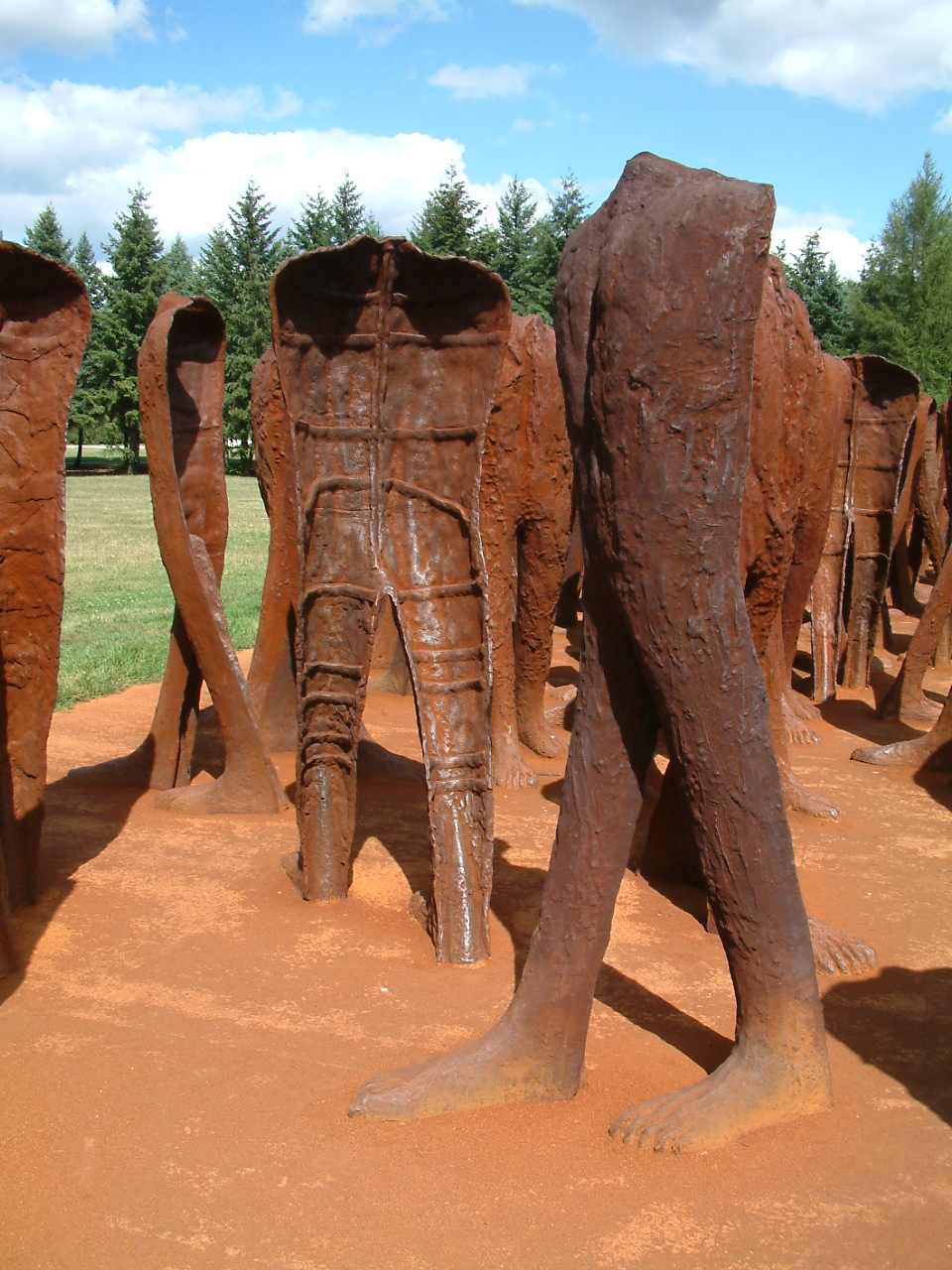
Деталь скульптурной композиции

Неопознанные (пол. Nierozpoznani) — название скульптурной композиции, которая находится в Познани, Польша. Скульптуры располагаются на территории форта Виняры рядом с Музеем вооружения.

## История
Скульптурная композиция установлена и открыта 19 октября 2002 года. Автором скульптур является польская художница Магдалена Абаканович. Фигуры были вылиты на чугунолитейном заводе в Сьреме в 2001—2002 гг. Скульптурная композиция была оплачена фондом «750-летие основания Познани».
Скульптурная композиция состоит из 112 двухметровых железных антропоморфных фигур, которые собраны в бессвязные группы. Безголовые фигуры движутся в различном направлении, что символизирует положение сегодняшнего человека в техническом мире.
11 апреля 2011 года скульптурная группа «Неопознанные» стали местом хэппенинга арт-группы The Krasnals, которая без согласия городских властей соорудила непосредственно возле скульптур на невысоком постаменте чёрный крест. Крест просуществовал несколько часов и был убран. Данная акция группы The Krasnals стала художественной частью войны Катынского креста.

## Источник
- Praca zbiorowa, Poznań — przewodnik po zabytkach i historii, Wydawnictwo Miejskie, Poznań, 2003, s.344, ISBN 83-87847-92-5.